# Serghei Cechir
Serghei Cechir (Chisináu, URSS, 15 de octubre de 1990) es un deportista moldavo que compitió en halterofilia.
Ganó una medalla de bronce en el Campeonato Europeo de Halterofilia de 2014, en la categoría de 69 kg. Participó en los Juegos Olímpicos de Río de Janeiro 2016, ocupando el sexto lugar en la misma categoría.

## Palmarés internacional
| Campeonato Europeo | Campeonato Europeo | Campeonato Europeo | Campeonato Europeo |
| Año                | Lugar              | Medalla            | Categoría          |
| ------------------ | ------------------ | ------------------ | ------------------ |
| 2014               | Tel Aviv (Israel)  | Medalla de bronce  | 69 kg              |